# Le Taon (suite)
Pour les articles homonymes, voir Le Taon et Le Taon (film).
La suite Le Taon, op. 97a, est une suite pour orchestre arrangée par Levon Atovmyan à partir de la partition de Dmitri Chostakovitch pour le film soviétique de 1955 Le Taon, basé sur le roman du même nom d'Ethel Lilian Voynich. 
La suite d'Atovmyan diffère sensiblement de l'original : l'orchestration est plus colorée et plus économe, certaines sections ont été transposées harmoniquement et il a inséré des passages ou ponts.
Une reconstitution fidèle en est donnée en 2018 par Mark Fitz-Gerald.

## Mouvements
Voici les mouvements de la Suite Op. 97a tels qu'arrangés par Atovmian.
1. Ouverture 03:05
2. Contredanse 02:37
3. Fête populaire (fête nationale) 02:44
4. Interlude 02:38
5. Valse à l'orgue de Barbarie 02:01
6. Galop 02:03
7. Introduction (Prélude) 06:18
8. Romance 05:54
9. Intermezzo 05:49
10. Nocturne 04:13
11. Scène 03:18
12. Finale 03:13

La section « Romance » de la suite, avec sa mélodie de violon solo, est connue du public télévisuel occidental comme la musique du thème de la mini-série d'Euston Films Reilly, Ace of Spies, sur l'aventurier russe Sidney Reilly.
La partie finale de la suite peut être entendue sur la radio de musique classique du jeu vidéo Sleeping Dogs de 2012[réf. nécessaire]. On peut également l'entendre dans le jeu vidéo LittleBigPlanet 2 (2011) lors de la bataille finale.